# Ruslan Khadarkevich
Ruslan Khadarkevich (tiếng Belarus: Руслан Хадаркевіч; tiếng Nga: Руслан Хадаркевич; sinh 18 tháng 6 năm 1993) là một cầu thủ bóng đá Belarus. Tính đến năm 2017, anh thi đấu cho Shakhtyor Soligorsk.